# Regnar Westenholz
 For alternative betydninger, se Regnar Westenholz (flertydig). (Se også artikler, som begynder med Regnar Westenholz)
Regnar Westenholz (født 10. december 1815 i Skagen, død 12. april 1866 på Mattrup) var en dansk godsejer og politiker. Han var sønnesøn af Johan Dietrich Wilhelm Westenholz og broder til Anders Peder Westenholz.
Westenholz lærte handelen i Løgstør (faderens opholdssted) og senere i Aalborg, blev 1843 grosserer i Hamborg og trådte 1845 i kompagni med Henrik Pontoppidan. April 1848 blev han konstitueret som dansk generalkonsul, men flyttede endnu samme år til London og drev kornhandel her indtil 1852, i det han søgte at bringe Danmark i umiddelbar handelsforbindelse med England. 1853 købte han hovedgården Mattrup ved Horsens, hvor han nu tog ophold, med avlsgården Løvenholt; den sidste bortsolgte han 1861, og ligeledes solgte han efterhånden det meste af sit fæstegods. Allerede 1851 trådte han i forbindelse med Morton Peto, blev direktør for hans sydslesvigske bane indtil 1864 og var hans fuldmægtig i underhandlingerne med den danske regering om en længdebane gennem Nørrejylland. Westenholz viste den største iver for Jyllands opkomst og virkede særlig for kvægudførsel til England. Han var 1856 medstifter og senere medbestyrer af Horsens Laane- og Diskontobank, ligeledes 1862 af Horsens Landboforening; var 1865 medindbyder til Hedeselskabet og gjorde udkast til dets love; endvidere 1862 medstifter af frihandelsforeningen og 1861 af brandforsikringsselskabet "Danmark". Endelig sad han 1854-65 først som godsejer, siden som valgt medlem i Tyrstrup Sogneforstanderskab og 1862-66 i Skanderborg Amtsråd.
Samtidig var Westenholz manden, der bragte gassen til Danmark. I 1852 grundlagde han ved hjælp af engelsk kapital, udstyr og kul The Odense Gas Company. Selskabet byggede gasværket i Odense i 1853, som blev den første danske by med gaslygter. Samme år fik Westenholtz tilført kapital, og selskabet blev omdannet til Det danske Gaskompagni. Dette private selskab kom til at etablere og drive gasværker i mange større danske byer.
I det politiske liv tog han gentagne gange del, men altid kun i korte tidsrum, vistnok til dels på grund af sit svage helbred. Han valgtes februar 1853 til Folketinget for Skagenskredsen og stemte for arvefølgeloven, men søgte ikke genvalg i maj. Derimod lod han sig i december 1854 som modstander af ministeriet Ørsted vælge i Nibekredsen og genvælge i juni næste år; han stemte imod Fællesforfatningen og nedlagde derefter sit valgbrev. 1856 valgtes han for Nørrejylland til Rigsrådet, men sad her kun indtil december 1857 og spillede ingen særlig rolle. December 1859 blev han finansminister i C.E. Rotwitts 3 måneders ministerium og bragte straks den jyske længdebane i forslag; det lykkedes vel ikke at føre loven igennem, men den gav dog stødet til det senere baneanlæg i Jylland. Til sidst valgtes han i maj 1865 til Rigsrådets Folketing i Skanderborg Amts 3. Kreds, valgt ved lodtrækning; han stemte for den gennemsete Grundlov, men havde ønsket et mere konservativt Landsting, og opgav straks derefter sit sæde. Han havde 1852 fået etatsrådstitel og 1850 Ridder af Dannebrog, 1854 Dannebrogsmand. Han døde 12. april 1866 og er begravet i gravlunden på Mattrup.
Westenholz havde 1850 ægtet Ingeborg Qwist, datter af proprietær C. Qwist i Aalborg, men blev november året efter enkemand og ægtede 7. september 1853 Mary Lucinde Hansen (f. 25. juli 1832), datter af grosserer A.N. Hansen, senere ejerinde af Folehavegård. Mary Westenholz og Ingeborg Dinesen var hans døtre og Regnar og Aage Westenholz hans sønner.
Der findes et maleri af ham, et litografi 1867 fra I.W. Tegner & Kittendorff efter fotografi samt et træsnit 1866 efter fotografi.